# Сосницкий литературно-мемориальный музей А. П. Довженко
Сосницкий литерату́рно-мемориа́льный музе́й А. П. Довженко — литературно-мемориальный музей в Соснице, посвящённый советскому украинскому кинорежиссёру Александру Довженко.

## История
Музей был открыт 23 февраля 1960 года как часть Сосницкого краеведческого музея. В период 1969-1992 годы был филиалом Черниговского областного исторического музея. 

## Описание
Литературно-мемориальный музей состоит из двух частей — мемориального дома на исторической Вьюницкой улице (сейчас Довженко), где 10.09.1894 года родился и провёл детские годы Александр Довженко, и литературно-художественного отдела, для которого в 1964 году было построено новое помещение. 
В мемориальную часть музея входят отцовская усадьба с различными строениями, где собраны вещи крестьянского домашнего использования, этнографические экспонаты, семейные фотографии. Тут же портреты отца и матери, написанные маслом. 
Материалы литературно-художественной части возобновляют разные этапы дальнейшей жизни и творчества писателя и режиссёра: студенческие годы в Глухове и Киеве, педагогическая деятельность в Житомире, дипломатический период 1921-1922 в Варшаве и Берлине. Экспозиция даёт широкую информацию про Александра Довженко как про кинотворца, фронтового корреспондента, украинского писателя. Фонд музея насчитывает свыше 2,7 тысяч экспонатов: документы, фотографии, личные вещи, фотокопии рукописей, писем, дипломы лауреата Ленинской и Государственной премий и другое. Представлены также художественные работы Довженко: карикатуры, шаржи, созданные в 1920-е годы и изданные в периодической прессе, картины украинских художников М. Машевского, В. Нименка, Г. Селиванова и других. Собраны материалы по увековечиванию памяти режиссёра и писателя, издания его произведений. Содержит запись выступления Александра Довженко на втором Всесоюзном съезде советских кинематографистов, видеоматериалы его художественных и документальных фильмов.
На территории музея установлены памятники Александру Довженко. В 1965 году между мемориальным домом и литературно-художественной частью музея был установлен бюст из стеклопластика высотой 0,9 м на мраморном постаменте. Автор — скульптор Л. В. Козуб. В 1975 году перед двором дома был установлен бронзовый памятник на небольшом гранитном постаменте. Высота — 3,6 м. Авторы: скульптор А. С. Фуженко, архитектор А. Ф. Игнащенко.  

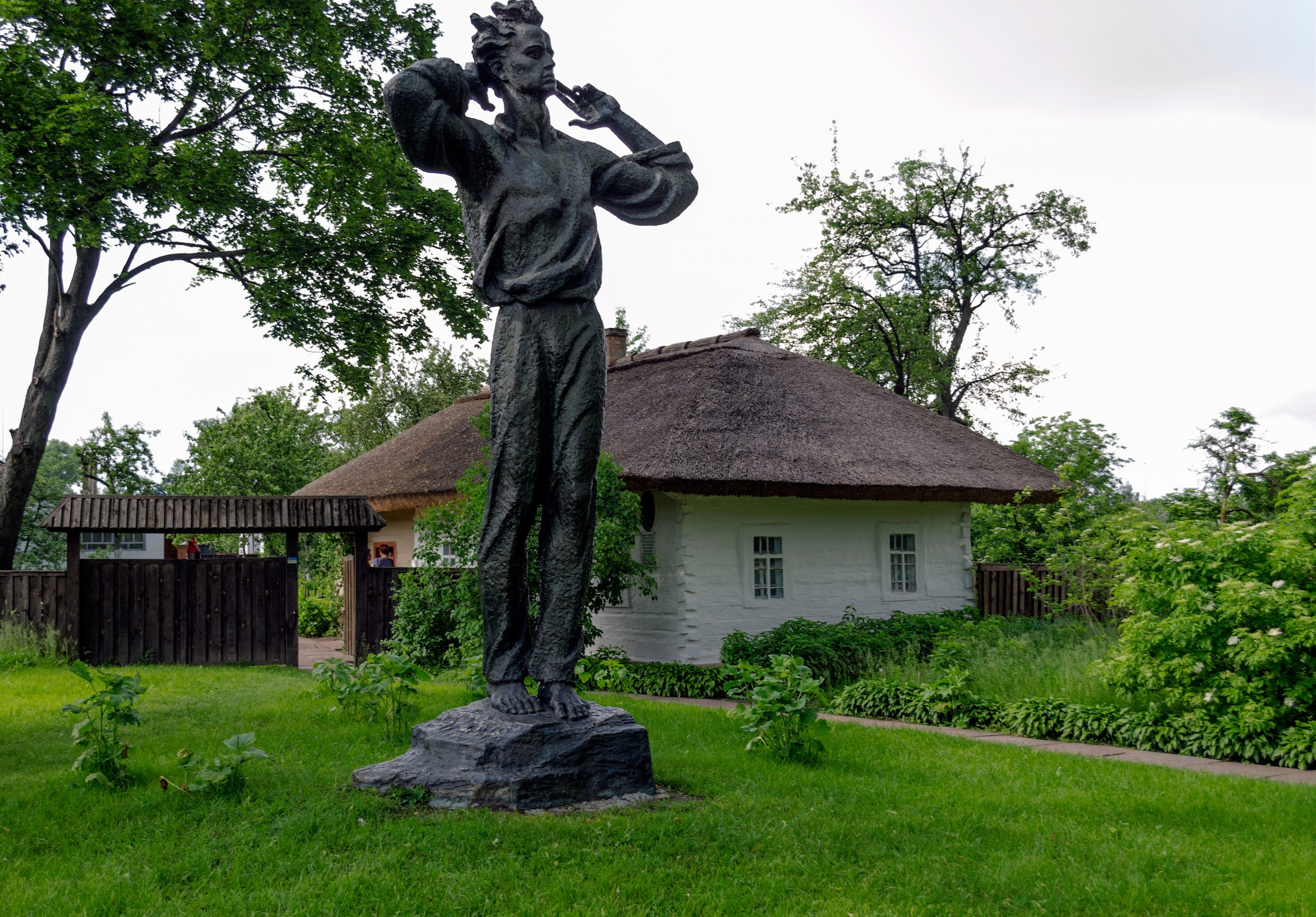
памятник 1975 года
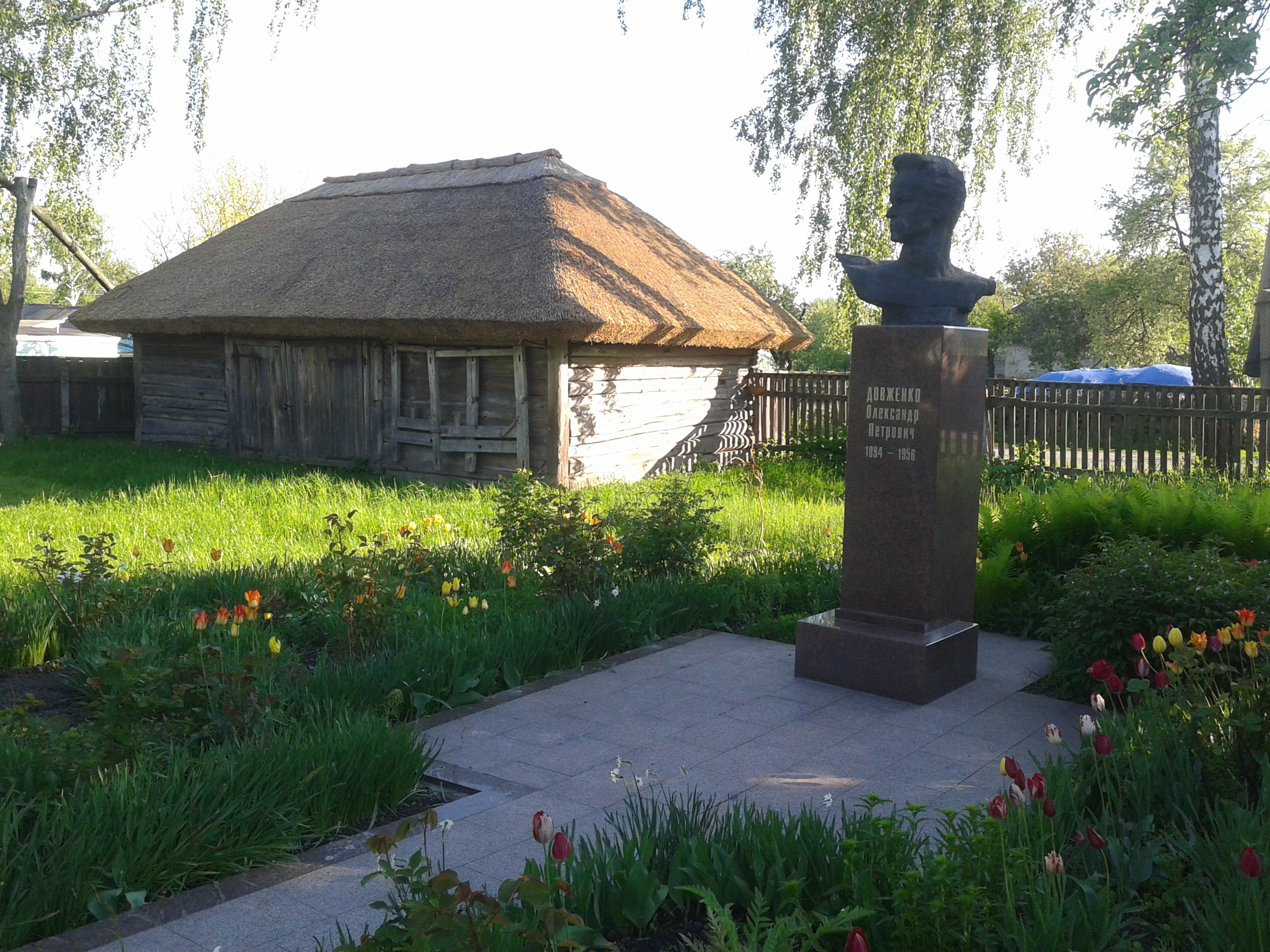
бюст 1965 года
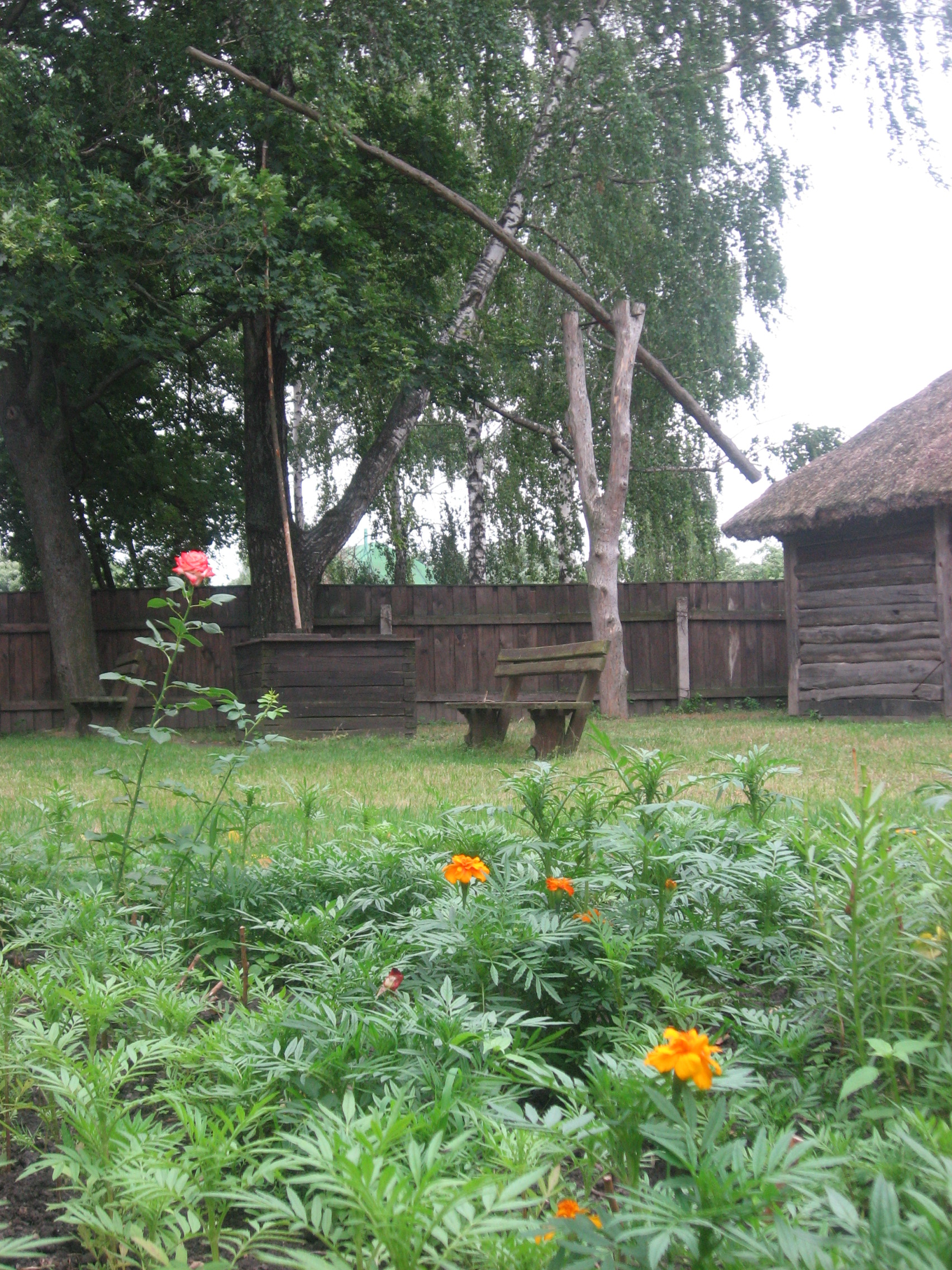
колодец-журавль
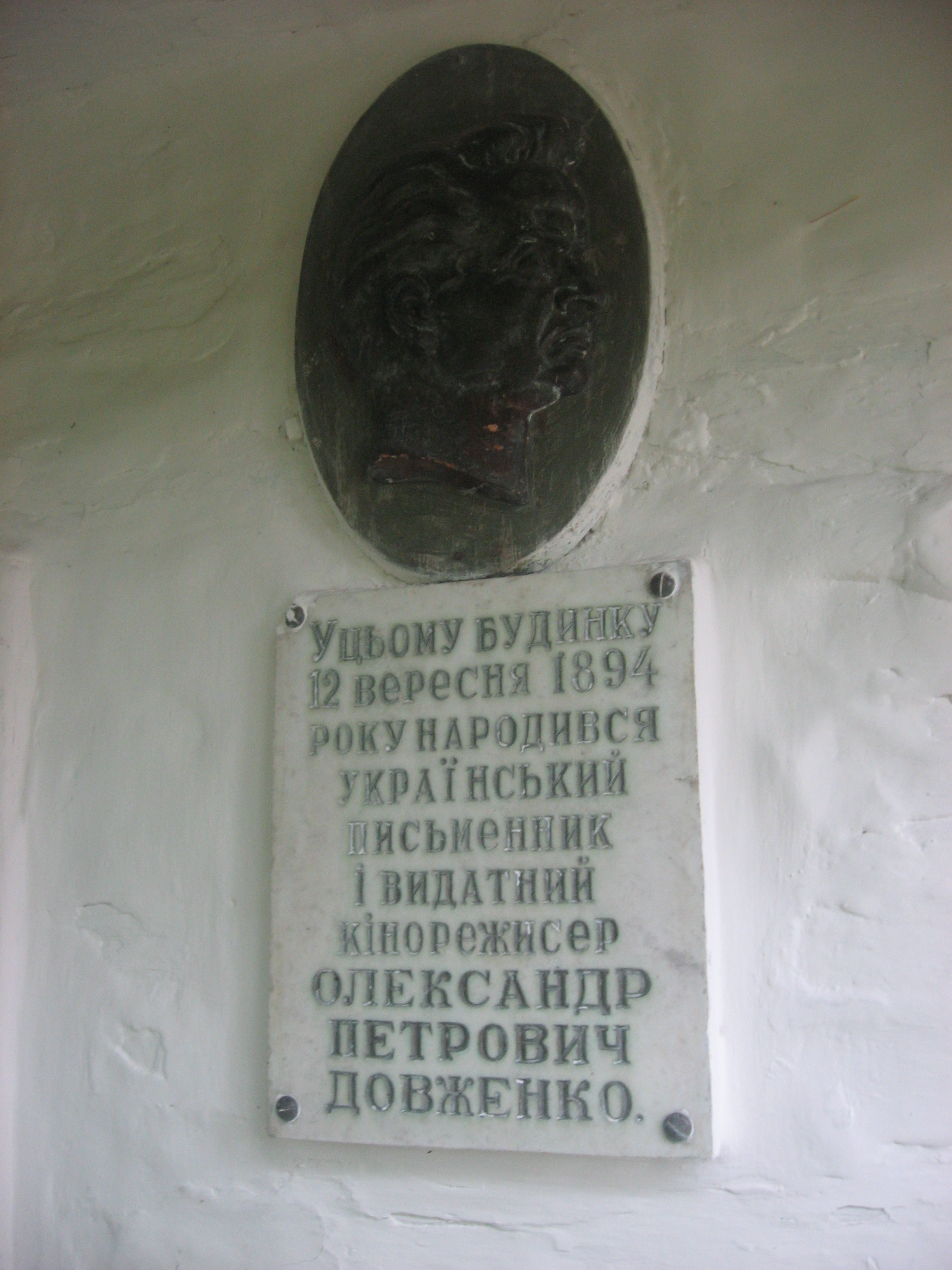
мемориальная доска